# Down in the Groove
Down in the Groove è il venticinquesimo album in studio del cantautore Bob Dylan, pubblicato dalla Columbia Records nel maggio del 1988.
Fu il secondo album consecutivo di Dylan che ricevette recensioni negative quasi unanimi. Pubblicato in un periodo in cui il cantautore era in una fase di crisi, il disco registrò risultati molto scarsi dal punto di vista delle vendite, raggiungendo solo la posizione numero 61 negli Stati Uniti e numero 32 nel Regno Unito.

## Tracce
Testi e musiche di Bob Dylan, eccetto dove indicato.
1. Let's Stick Together (Wilbert Harrison) – 3:09
2. When Did You Leave Heaven? (Walter Bullock, Richard Whiting) – 2:15
3. Sally Sue Brown (Arthur Alexander, Earl Montgomery, Tom Stafford) – 2:29
4. Death Is Not The End (Bob Dylan) – 5:10
5. Had a Dream About You, Baby (Bob Dylan) – 2:53
6. Ugliest Girl In The World (Bob Dylan, Robert Hunter) – 3:32
7. Silvio (Bob Dylan, Robert Hunter) – 3:05
8. Ninety Miles An Hour (Down A Dead End Street) (Hal Blair, Don Robertson) – 2:56
9. Shenandoah (trad. arr. Bob Dylan) – 3:38
10. Rank Strangers To Me (Albert E. Brumley) – 2:57